# جوناکر
جوناکر (به لاتین: Jevnaker) یک شهرداری در نروژ است که در اوپلاند (نروژ) واقع شده‌است. جوناکر ۲۲۴ کیلومتر مربع مساحت و ۶٬۳۱۲ نفر جمعیت دارد.